# Doktor Watson
Doktor John H. Watson (ur. 7 lipca 1852) – postać literacka stworzona przez Arthura Conana Doyle’a w cyklu utworów o genialnym detektywie Sherlocku Holmesie. Lekarz i pisarz, współlokator, przyjaciel i powiernik Holmesa.

## Życiorys
Ukończył studia na Uniwersytecie Londyńskim, a następnie kurs chirurgów wojskowych w 1878. W tym samym roku wybuchła II wojna afgańska, w której brał udział jako lekarz wojskowy. Ranny, a następnie ciężko chory na tyfus, został zdemobilizowany i wrócił do Anglii. Zamieszkał na 221B Baker Street razem z Sherlockiem Holmesem, będąc współpracownikiem i kronikarzem sukcesów detektywa. Po latach kawalerskiego życia ożenił się z panną Morstan (jedną z bohaterek powieści Znak czterech), wyprowadził się z Baker Street i otworzył praktykę lekarską w dzielnicy Paddington. Jednak od czasu do czasu współpracował z Holmesem przy rozwiązywaniu zagadkowych spraw kryminalnych. Jest narratorem większości kanonicznych przygód Holmesa.

## Imię
W opowieściach o Sherlocku Holmesie imię doktora Watsona jest wymienione tylko trzykrotnie. Dwa razy Watson jest nazwany Johnem H. (Studium w szkarłacie i Tajemnicza śmierć przy moście), a raz – przez żonę – Jamesem (Człowiek z wywiniętą wargą). Zdaniem brytyjskiej pisarki, Dorothy L. Sayers, w tym wypadku „H” jest pierwszą literą, pochodzącego z języka gaelickiego szkockiego, imienia „Hamish”, którego angielskim odpowiednikiem jest „James”.